# Museo de Historia y Cultura "Casa Pedrilla"
El Museo de Historia y Cultura "Casa Pedrilla" es un museo de la ciudad de Cáceres situado en el edificio del mismo nombre, adquirido a principios de 1990 por la Diputación Provincial de Cáceres, fue rehabilitado entre los años 94 y 95, manteniendo la influencia portuguesa que le diera el arquitecto cacereño José M.ª López Montenegro, cuando lo construyó en la década de los años cuarenta por encargo de la familia Martín Pedrilla, de ascendencia en el país vecino. Forma parte de la Institución Cultural "El Brocense" dependiente de la Diputación de Cáceres
Partiendo del patrimonio artístico de la Diputación, y completando la colección inicial con la colaboración de muchos particulares, surgió la concepción del Museo como punto de información del pasado más reciente de la capital cacereña. Se plantea así la filosofía del centro, dando a conocer los siglos XIX y XX de la historia cacereña, cubriendo de esta manera el vacío existente en la ciudad en cuanto a contenidos museográficos se refiere. 

## Organización del museo
El edificio se distribuye en tres plantas, con el siguiente contenido:
- planta baja, dividida en secciones según materias, muestra objetos personales, documentos, manuscritos, publicaciones, fotografías y biografías de personajes que han destacado en el mundo de la música, la literatura, la investigación, la filosofía o la política.

- planta primera, dedicada a las artes plásticas, desde Rafael Lucenqui hasta Juan José Narbón, único autor vivo para enlazar el pasado con el presente y el futuro, transcurriendo su discurso por los artistas más representativos del academicismo decimonónico, del costumbrismo, por los grandes dibujantes de nuestro siglo o por escultores tan destacados como Pérez Comendador.

- planta segunda, denominada «Didáctica de la Historia» presenta un recorrido por la historia de Extremadura, con medios visuales de diseño contemporizador. Desde la Prehistoria, pasando por una breve síntesis de la relación con América, hasta nuestros días, imágenes, mapas y textos muestran una idea globalizadora de la cultura extremeña.

- Datos: Q12184956